# Gould Hill
Gould Hill är en kulle i Antarktis. Den ligger i Östantarktis. Australien gör anspråk på området. Toppen på Gould Hill är 832 meter över havet.
Terrängen runt Gould Hill är lite kuperad.  Trakten är obefolkad. Det finns inga samhällen i närheten.